# 科摩多巨蜥
科莫多巨蜥（學名：Varanus komodoensis）又譯科摩多龙，俗稱科莫多龍，屬於巨蜥科巨蜥屬，是現存世上體型最大的蜥蜴，僅分布於印度尼西亚的四个島嶼。

## 身体特征
科莫多巨蜥是现存体型最大的蜥蜴，成年个体长度多在2米(6.6英尺)以上，重50~70公斤(110~155英磅)；最大个体长度达3.13米(10.3英尺)，饱腹状态下重量达166公斤(366英磅)。科莫多巨蜥可以一次性进食相当于自身体重60%的食物，故该重量记录通常不被认可。其他大个体科莫多巨蜥体重多在90公斤左右，故对科莫多巨蜥最大个体的估重通常在100公斤。

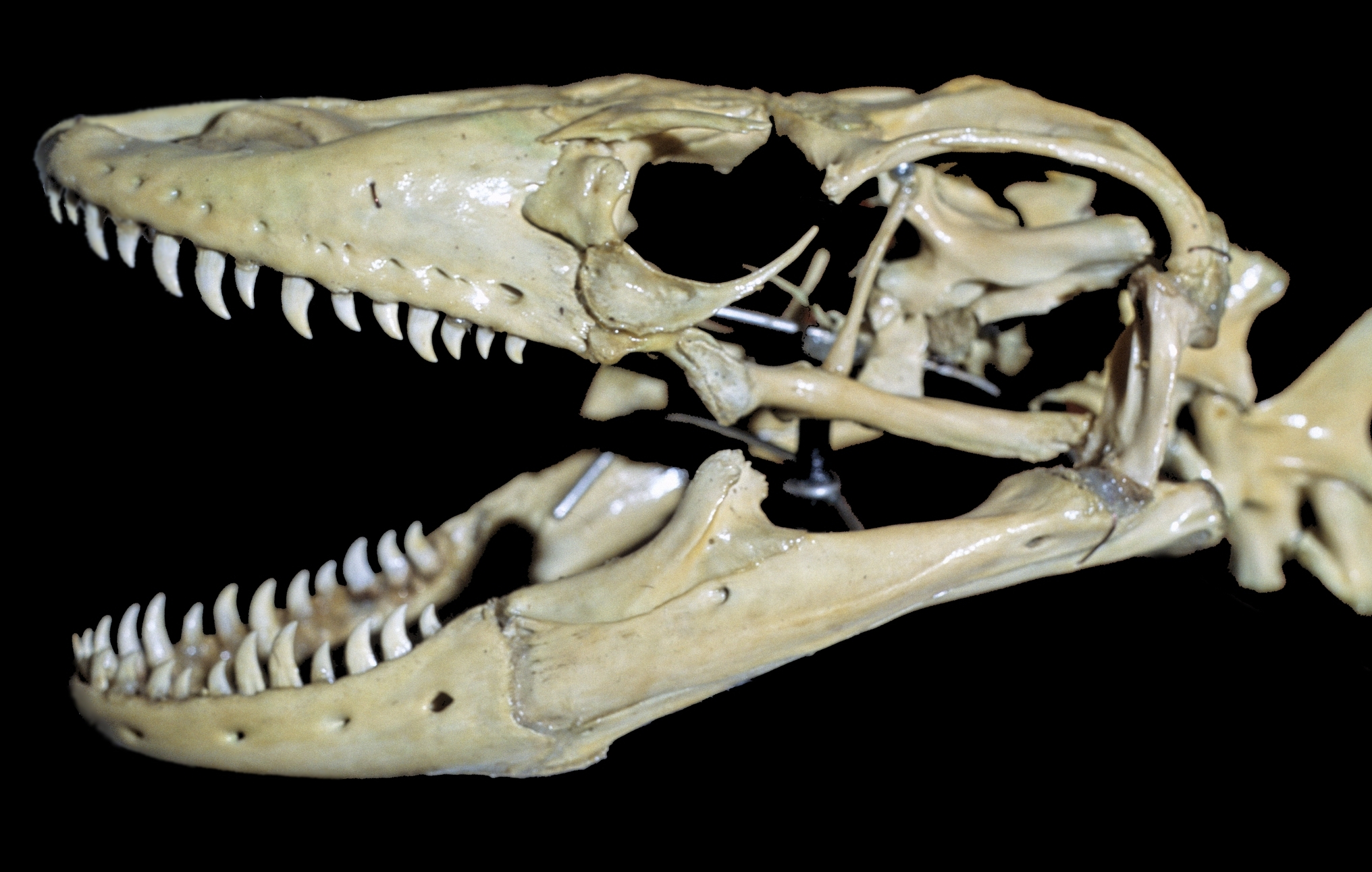
KomodoDragon_Skull

科莫多巨蜥的头骨较其他巨蜥明显更为厚重，嘴中后弯的牙齿十分锋利，但平时被发达的嘴部软组织覆盖，即使张嘴也难以观察到。

## 分布
據估計，現存6,000頭科摩多巨蜥，集結於印尼小巽他群島，科莫多島有1,700頭、林卡島有1,300頭、莫堂島上有1,000頭，弗洛雷斯島可能有2,000頭。

## 研究
科莫多島原住民用「ora」稱呼這種動物。

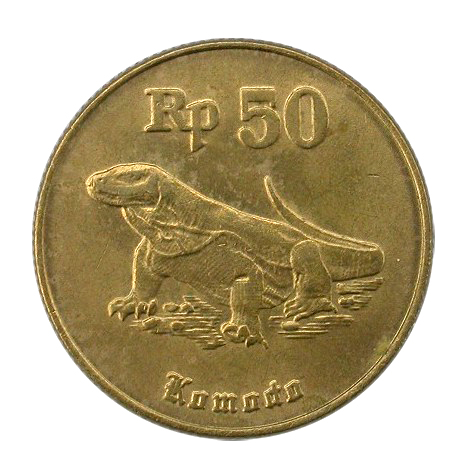
印尼發行的科摩多巨蜥硬幣

1910年，歐洲人首度发现科摩多巨蜥。1912年以後，爪哇島茂物的動物學博物館主管Peter Ouwens撰寫了一份報告，把科摩多巨蜥公諸於世。1980年，科莫多國家公園成立，以保護科摩多巨蜥物種。
在2005年底，墨爾本大學的研究人員推測科莫多巨蜥和其他巨蜥可能也是有毒。2009年，同一位研究人員發表了進一步的證據，證明科莫多巨蜥有毒。顱骨的MRI掃描顯示下顎中存在兩個毒腺。研究人員從新加坡動物園中一條生病的科莫多龍的頭中提取了其中一個腺體，發現該腺體可分泌幾種不同的有毒蛋白質。這些蛋白質的已知功能包括抑制血液凝結，降低血壓，肌肉麻痺和誘導體溫過低，導致獵物休克和失去知覺(使巨蜥有足夠時間殺死和吃掉獵物)。由於此發現，研究人員對先前關於細菌是科莫多巨蜥受害者死亡的原因的理論提出了質疑。